# Chelonus hemiagathis
Chelonus hemiagathis är en stekelart som först beskrevs av Vladimir Ivanovich Tobias 1992.  Chelonus hemiagathis ingår i släktet Chelonus och familjen bracksteklar. Inga underarter finns listade i Catalogue of Life.